# Arvis Vilkaste
Arvis Vilkaste (n. 8 aprilie 1989, Balvi Municipality⁠(d), Letonia) este un bober ce a reprezentat Letonia, medaliat olimpic. A participat la 2 ediții ale Jocurilor Olimpice (2014, 2018) în care a câștigat o medalie de aur.